# Dự đoán
Dự đoán hoặc dự báo, là một tuyên bố về một sự kiện trong tương lai. Chúng thường xuyên nhưng không nhất thiết phải luôn luôn dựa trên kinh nghiệm hoặc kiến thức. Không có thỏa thuận chung về sự khác biệt chính xác từ " ước tính "; các tác giả và ngành học khác nhau quy định ý nghĩa khác nhau ví dụ: Trần Văn Hiếu và Huỳnh Thị Nguyệt sẽ lấy nhau...vv .
Mặc dù các sự kiện trong tương lai là không chắc chắn, vì vậy thông tin chính xác được đảm bảo về tương lai là không thể, dự đoán có thể hữu ích để hỗ trợ lập kế hoạch về những phát triển có thể; Howard H. Stevenson viết rằng dự đoán trong kinh doanh "có ít nhất hai điều: Quan trọng và khó khăn".

## Ý kiến
Theo nghĩa phi thống kê, thuật ngữ "dự đoán" thường được sử dụng để chỉ một phỏng đoán hoặc ý kiến có hiểu biết.
Một dự đoán của loại này có thể được thông báo bởi lý luận loại suy của một người dự đoán, lý luận quy nạp, lý luận suy diễn và kinh nghiệm; và có thể là hữu ích nếu người dự đoán là người có kiến thức trong lĩnh vực này.
Phương pháp Delphi là một kỹ thuật để khơi gợi những dự đoán dựa trên đánh giá của chuyên gia theo cách được kiểm soát. Loại dự đoán này có thể được coi là phù hợp với các kỹ thuật thống kê theo nghĩa, tối thiểu, "dữ liệu" được sử dụng là kinh nghiệm nhận thức của chuyên gia dự đoán tạo thành một "đường cong xác suất" trực quan .